# Puerto Castilla (kommunhuvudort)
Puerto Castilla är en kommunhuvudort i Spanien.   Den ligger i provinsen Provincia de Ávila och regionen Kastilien och Leon, i den centrala delen av landet, 160 km väster om huvudstaden Madrid. Puerto Castilla ligger 1 179 meter över havet och antalet invånare är 145.
Terrängen runt Puerto Castilla är kuperad österut, men västerut är den bergig. Runt Puerto Castilla är det mycket glesbefolkat, med 4 invånare per kvadratkilometer. Närmaste större samhälle är Béjar, 16,1 km nordväst om Puerto Castilla. 